# Club des Cent
Pour la distinction concernant l'Ajax Amsterdam, voir Club des Cent (football).
Le Club des Cent est un club gastronomique français exclusif, survivance des nombreuses confréries, associations, académies gastronomiques du début du XXe siècle. Il est longtemps interdit aux femmes sauf au dîner de gala annuel. Il a été créé en 1912 par Louis Forest. Il est aussi connu sous le nom de Compagnons de Cocagne. Son objet est de « favoriser le développement, en France, de bons hôtels, de bonnes auberges, des bons garages ». 
Le Club des Cent est réputé la plus influente des confréries gastronomique.

## Histoire

### Création
Le club est créé par Louis Forest le 4 février 1912,. Curnonsky fut membre de ce club. Il souhaite « une liste des seules maisons où l’on mange de très bonnes choses, sur du linge bien blanc et dans de la vaisselle bien propre ». Les réunions ont leur siège chez Maxim’s, mais ils font également des déjeuners à l’extérieur.  Yves Roucaute (2012) écrit que c'est là qu'a été inventée la crêpe à la liqueur de framboise Club des cent.

### Place des femmes
Lors de la création du club, une règle informelle veut que les femmes soient exclues. À cette époque le club cherche à attirer « des personnes influentes du monde politique, des médias et de l’industrie », surtout des hommes.
En 1928, par un vote à l’unanimité, le club exclut officiellement les femmes de ses membres au motif que « leur parfum [...] pourrait altérer les saveurs des plats, leurs courbes et leur tendance à bavarder [...] pourraient détourner l'attention des membres ». Ne sont admises que les épouses des membres lors du gala annuel,. En réaction aux clubs masculins des Cent et du Déjeuner de Grand Perdreau, Maria Croci et Gabrielle Réval fondent le Club des Belles Perdrix, qui exclut les hommes. Les clubs entretiennent de bonnes relations.
En 2023,  Stéphanie Le Quellec y aurait été une des rares femmes admises.

### Développement
En 1932, le Club a créé une section nautique à Deauville. L'association est reconnue d'utilité publique en 1947.

## Fonctionnement
Les candidats doivent être parrainés par deux membres, en activité et avoir moins de 65 ans. Un grand oral est soutenu devant une commission de réception de 18 membres lors d'un examen gastronomique et œnologique qui décerne le grade de stagiaire.
Il ne compte que cent membres titulaires numérotés de 1 à 100 et un nombre variable de stagiaires. Au décès ou à l'exclusion d'un membre les suivants avancent d'un numéro et un nouveau, et le partant est remplacé par un stagiaire en attente.
Les membres sont désignés à tour de rôle pour organiser chaque jeudi, à l'attention des autres participants, un repas gastronomique dans un établissement différent ; un tiers des centistes donc se retrouve chaque jeudi de 13h40 à 14h30, dans un restaurant réputé ou un bistro raffiné pour un déjeuner imaginé par l'un des leurs, baptisé pour l'occasion « brigadier ». Certains Centistes reçoivent chez eux, en 2012 Éric de Rothschild, au Château Lafite à Pauillac, a servi un Lafite 1912.
Le manque excessif d'assiduité peut être cause d'exclusion, comme cela arriva à l'acteur Christian Clavier,.

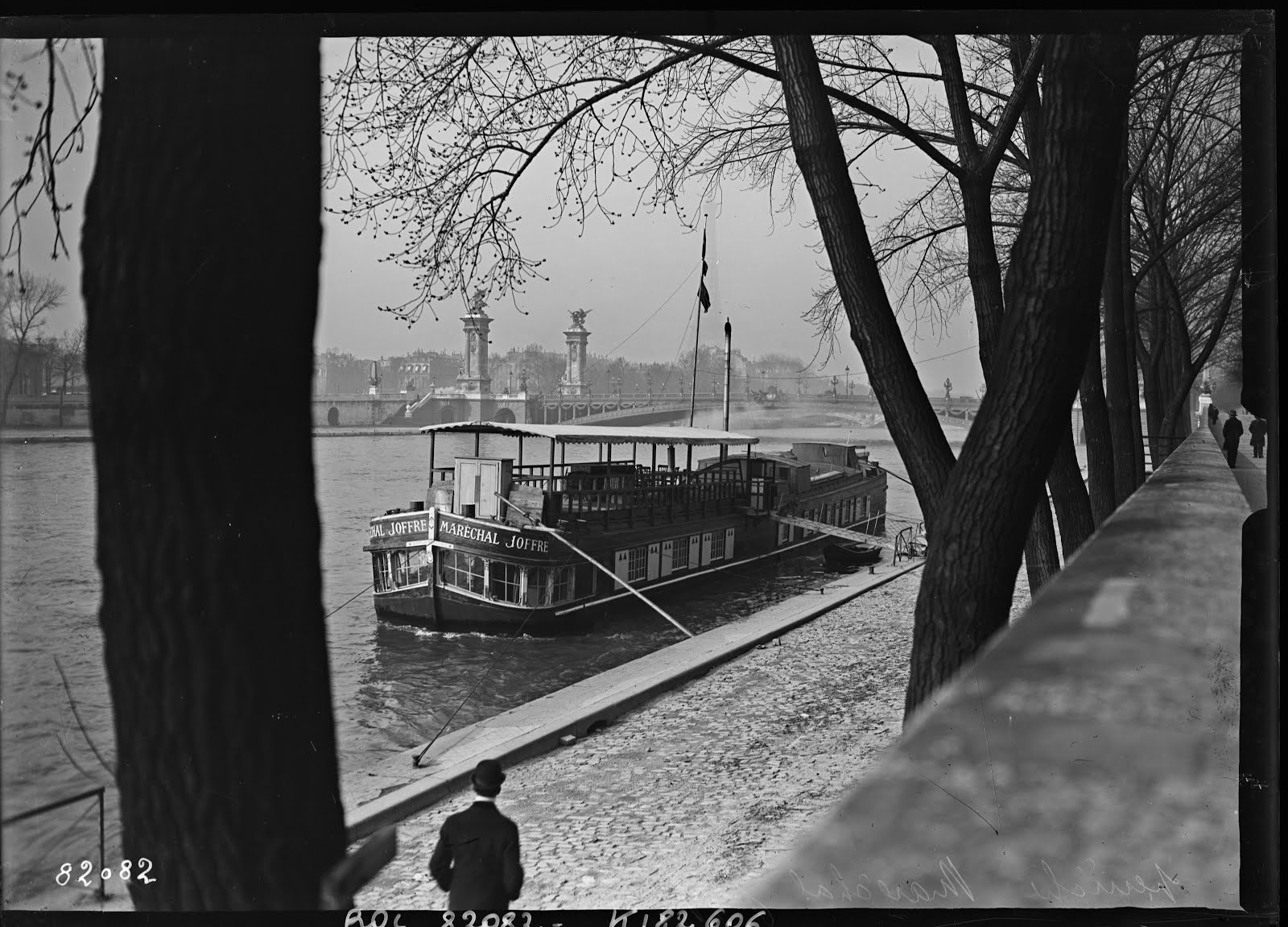
Péniche Maréchal Joffre achetée en 1922 par le Club des Cent et transformée en auberge

### Les membres ou centistes
Les Lettres d'un vieil Américain à un Français (1917) écrivent du Club des Cent : « On ne peut entrer que si l'on a fait ses preuves comme connaisseur de bonne cuisine, comme appréciateur des plats bien faits, et dans laquelle on ne peut se maintenir que si l'on procure aux autres académiciens les joies de la bouche, non pas en leur payant des festins coûteux et pantagruéliques, mais en leur indiquant les bons endroits où on trouve les bonnes choses et les bons cuisiniers qui font les bons plats. Ceux-ci se trouvent encouragés dans leur art par la clientèle de ces gourmets et de leurs amis. »
En 2011 à l'occasion du centenaire du club Nicolas de Rabaudy donne une liste de membres: des chefs d'entreprises Éric Frachon (Évian), Patrick Ricard (Ricard), Claude Bébéar (Axa), Daniel Bouton (Société générale), Éric de Rothschild, Alain Boucheron (Boucheron), Jean Solanet (président du Club), des journalistes Philippe Bouvard, Claude Imbert, Jean Ferniot, Nicolas d’Estienne d’Orves, Bernard Pivot, des acteurs comme Jacques Sereys, des écrivains Erik Orsenna et des chefs de cuisine Paul Bocuse, Joël Robuchon, Alain Ducasse, Bernard Pacaud et Jean-Pierre Vigato et des politiques comme Raymond Barre.
En 2019, il rassemble, entre autres, Pierre Arditi, CK Bannel, Claude Bébéar, Philippe Bouvard, Martin Bouygues, Henri de Castries, Xavier Darcos, Michel David-Weill, Jean-René Fourtou, Guillaume Gallienne, Michel Dalberto, Laurent Burelle, Nicolas d'Estienne d'Orves, Antoine Frérot, Jean de Luxembourg, Jacques Mailhot, Bruno Mantovani, Albert II de Monaco, Jean-Marie Messier, Erik Orsenna, Gilles Pélisson, Robert Peugeot, Jean-Robert Pitte, Bernard Pivot, Christophe Huchet de Quénetain, Jean-Pierre Raffarin, Eric de Rothschild, Louis Schweitzer, Laurent Stocker, Jean Tulard, Patrick Werner et quelques chefs, dont Ducasse, Vigato, Pacaud.
En 2024, l'enquête portant sur Jean-François Lemaire, Claude Imbert et Jean-François Revel, mis en cause pour des faits de pédocriminalité, rappelle leur fréquentation assidue du Club des Cent et leur évolution politique, de la proximité avec le pouvoir giscardien, jusqu'à la droite farouchement anticommuniste, réactionnaire et empreinte de catholicisme. Rassemblement de notables à l'origine, le Club des Cent est quasi exclusivement composé de membres de droite.

### Influence

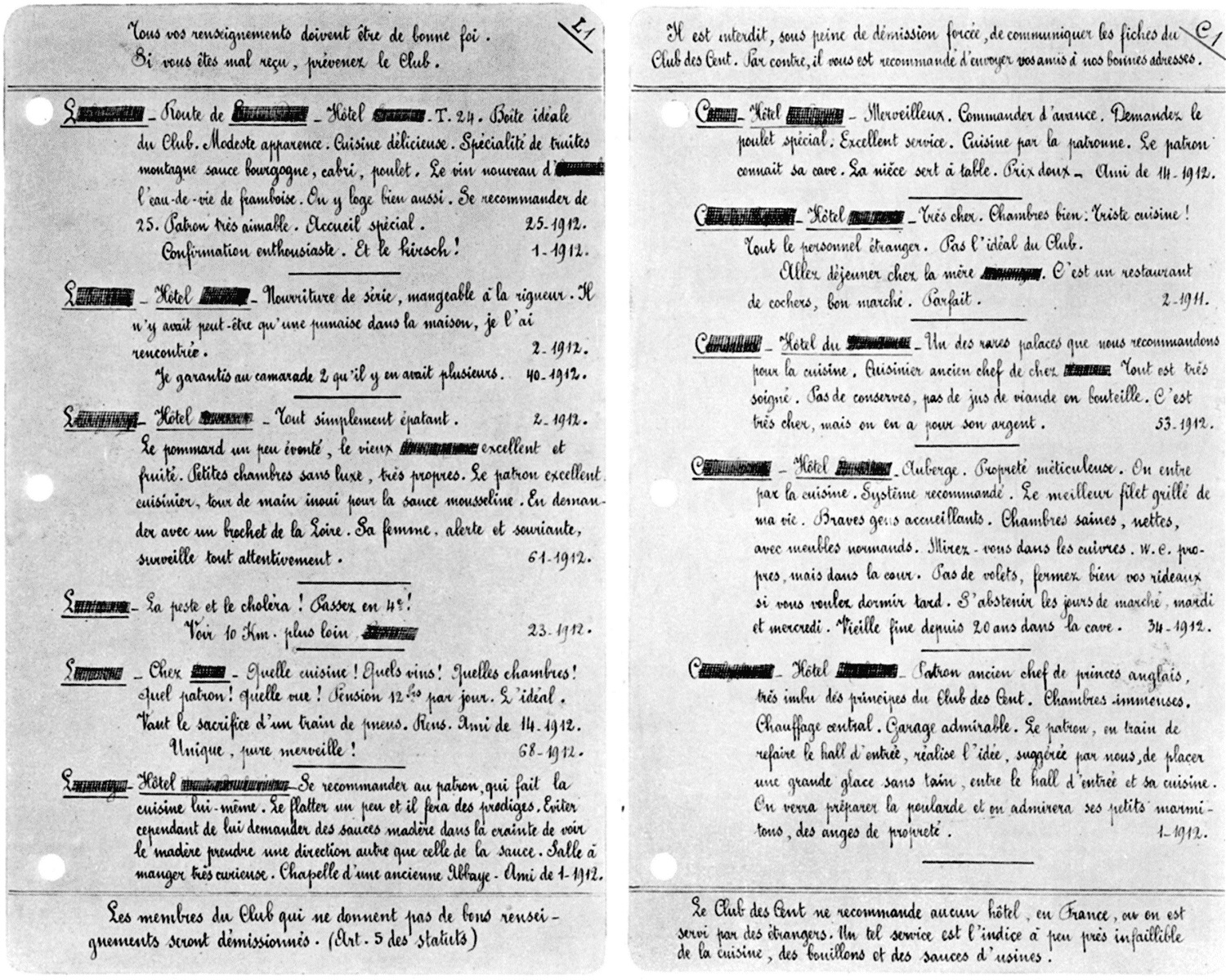
Feuillets du guide du Club des Cent (1913).

Le Club tient à la disposition de ses seuls membres un guide de meilleures adresses de restaurants satisfaisants à ses idéaux : manger de très bonnes choses, sur du linge bien blanc et dans des assiettes bien propres.
Henri Gault et Christian Millau étaient membres de ce Club. Léo Fourneau auteur d'un livre sur le Guide Michelin (rouge) écrit que le Club des Cent est « très écouté » du Guide Michelin. Il serait à l'origine des macarons dans les années 1930.

## Anthologie
- Le Petit Kabyle, journal politique et littéraire. 24 août 1912[25].

« Voici quelques maximes du club des cent [ ],  
- Le club des Cent favorise spécialement les bons petits hôtels, les bonnes petites auberges tenues par le patron.
- Nous ne recommandons les hôtels chers que si le luxe n’est pas payé aux dépens de la cuisine saine. Nous mangeons des biftecks, non des fauteuils Louis XV.
- Le club des Cent exige de la bonne cuisine française... qui se fait avec des ingrédients frais : des légumes frais, des œufs frais, du beurre frais, du lait frais.
- On reconnaît un bon hôtel à la qualité du café. Pas de chicorée. Le café se fait lentement, avec de l’eau bouillante. Tout café préparé d’avance est du mauvais café.
- Tout hôtelier qui n’a pas une spécialité, une recette où il excelle, n’est pas digne du Club des Cent. [ ]
- La grande cuisine est souvent l’ennemie de la bonne cuisine... Un cuisinier n’est pas un ouvrier; c’est un artiste. »

## Pastiches
Le Club des Cent en a inspiré d'autres :
- Club des Cent kilos à Bulle (23 membres)[29]
- CCC club des cent cravates[30][source insuffisante]
- Club des Cent cols (Cyclotourisme)[31]